# RSV Rehburg
Der RSV Rehburg (offiziell: Rehburger Sportverein e.V.) ist ein Sportverein aus Rehburg-Loccum im Landkreis Nienburg/Weser. Die erste Fußballmannschaft nahm einmal am DFB-Pokal teil.

## Geschichte
Der Verein entstand am 24. Februar 1946, als der Radfahr- und Sportverein Gödicke Rehburg eine Fußballabteilung gründete. Diese spaltete sich im Jahre 1950 als Rehburger Sportverein ab. Neben Fußball bietet der RSV auch Tennis an. Die Fußballer spielten jahrzehntelang lediglich auf Kreisebene, bevor in den 1970er Jahren die erfolgreichste Ära der Vereinsgeschichte eingeläutet wurde. 
1975 gelang der Aufstieg in die Bezirksliga Hannover. Ein Jahr später gewannen die Rehburger zunächst den hannoverschen Bezirkspokal und wurden im Niedersachsenpokal erst im Halbfinale vom VfV Hildesheim gestoppt. Nach einem 3:3 nach Verlängerung setzten sich die Hildesheimer mit 5:4 im Elfmeterschießen durch. 1977 qualifizierten sich die Rehburger für den DFB-Pokal, wo die Mannschaft in der ersten Runde auf Hertha BSC aus Berlin traf und vor 6.500 Zuschauern mit 1:6 verlor. 1978 wurden die Rehburger Vizemeister der Bezirksliga hinter Friesen Hänigsen und qualifizierten sich ein Jahr später für die neu geschaffene Bezirksoberliga Hannover.
Aus dieser stieg der RSV 1982 ab, bevor es zwei Jahre später runter in die Bezirksklasse ging. Von 1986 bis 1991 und von 1995 bis 2000 spielte die Mannschaft erneut in der Bezirksliga. Im Jahre 2006 ging es erneut rauf in die Bezirksliga. Die Abstiege aus der Bezirksliga in den Jahren 2009 und 2013 konnte die Mannschaft jeweils mit dem direkten Wiederaufstieg beantworten. Seit 2015 spielt die 1. Herren des Vereins in der Bezirksliga Hannover.
Seit März 2019 hat der RSV auch eine American-Football-Mannschaft, die „Rehburg Raptors“.

## Jugendarbeit
Der RSV Rehburg befindet sich mit den Nachbarorten (TSV Loccum, TV Eiche Winzlar, VfL Münchehagen) in einer Kooperation im Jugendfußball. Seit 2014 spielen alle Jugendspieler unter dem gemeinsamen Dach der Jugendspielgemeinschaft (JSG) Rehburg-Loccum.

## Persönlichkeiten
- Deniz Ayçiçek
- Levent Ayçiçek
- Günter Hermann